# Clementa C. Pinckney
Clementa Carlos Pinckney (* 30. Juli 1973 in Beaufort, South Carolina; † 17. Juni 2015 in Charleston, South Carolina) war ein US-amerikanischer methodistischer (African Methodist Episcopal Church) Geistlicher und Politiker (Demokratische Partei). Er gehörte von 1997 bis 2000 dem Repräsentantenhaus von South Carolina an und war anschließend von 2001 bis zu seinem Tod Senator im Senat von South Carolina.

## Leben
Pinckney besuchte eine öffentliche Schule im Jasper County. Er studierte an der Allen University in Columbia, wo er 1995 einen Bachelor of Arts in BWL erhielt. Anschließend setzte er sein Studium an der University of South Carolina fort und erhielt dort 1999 einen Master of Public Administration.
Des Weiteren studierte Pinckney, der bereits seit seiner Jugend kirchlich aktiv war, am Lutheran Theological Southern Seminary in Columbia (South Carolina) und graduierte dort 2008 mit einem Master of Divinity. Pinckney war Pastor der Emanuel African Methodist Episcopal Church in Charleston.
1996 wurde er in das Repräsentantenhaus von South Carolina gewählt. 1997 trat er sein dortiges Mandat an und übte es bis 2000, als seine Wahl in den Senat von South Carolina erfolgte, aus.
Am 17. Juni 2015 wurde er in der Emanuel African Methodist Episcopal Church, wo er Gemeindepfarrer war, zusammen mit acht Menschen von einem 21-jährigen Weißen beim Attentat in Charleston 2015 erschossen. Bei der aus seinem Tod resultierenden Nachwahl im Oktober 2015 wurde seine Parteikollegin Margie Bright Matthews gewählt.
Pinckney war verheiratet und hatte zwei Töchter.